# Sparkasse Klagenfurt
Sparkasse Klagenfurt – żeński klub piłki siatkowej z Austrii. Został założony w 1979 w Klagenfurcie. 